# Maciej Grzybek
Maciej Grzybek (ur. 9 marca 1987 w Lublinie) – polski naukowiec, biolog i parazytolog, profesor nauk medycznych, nauczyciel akademicki Gdańskiego Uniwersytetu Medycznego. Specjalizuje się w zagadnieniach z zakresu parazytologii, parazytologii medycznej, zoonoz i chorób przenoszonych przez gryzonie.

## Życiorys
Jest absolwentem University of Nottingham, gdzie w 2009 r. otrzymał tytuł licencjata z genetyki (BSc Hons. Genetics), a w 2011 r. tytuł magistra z parazytologii z najwyższym wyróżnieniem (MRes in Parasitology with Distinction). Od 2012 r. pracował w Zakładzie Parazytologii i Chorób Inwazyjnych Wydziału Medycyny Weterynaryjnej, Uniwersytetu Przyrodniczego w Lublinie. 23 czerwca 2016 roku otrzymał stopień naukowy doktora nauk weterynaryjnych na podstawie przedstawionej rozprawy doktorskiej „Analysis of anthelmintic activity of pumpkin (Cucurbita pepo) seeds extracts”. Przebywał na stażach naukowych w School of Natural Sciences Trinity College Dublin, School of Biosciences Cardiff University, Department of Virology Helsinki University. W 2017 roku rozpoczął pracę na stanowisku adiunkta w Zakładzie Parazytologii Tropikalnej, Instytutu Medycyny Morskiej i Tropikalnej, Gdańskiego Uniwersytetu Medycznego. 1 września 2020 roku został powołany do pełnienia funkcji Pełnomocnika Rektora ds. Rozwoju Instytutu Medycyny Morskiej i Tropikalnej. Habilitację uzyskał w dziedzinie nauk medycznych i nauk o zdrowiu w dyscyplinie nauk medycznych na podstawie pracy „Rola gryzoni (Rodentia) w epidemiologii wybranych zoonoz stanowiących zagrożenie dla zdrowia ludzi”. Od 2020 do 2023 roku był członkiem grupy eksperckiej WG-MER Światowej Organizacji Zdrowia (WHO) ds. zaniedbanych chorób tropikalnych (ang. Neglected Tropical Diseases; NDTs). Od 2020 roku jest członkiem Viral Zoonozes Research Unit Helsinki University. Od 11 marca 2021 był zatrudniony na stanowisku profesora uczelni. Czwartego sierpnia 2023 otrzymał nominację profesorską w dziedzinie nauk medycznych i nauk o zdrowiu w dyscyplinie nauk o zdrowiu. W styczniu 2024 ukończył program Leadership Academy for Poland. 14 stycznia 2025 został powołany do pełnienia funkcji Pełnomocnika Rektora ds. opracowania koncepcji rozwoju Intytutu Medycyny Morskiej i Tropikalnej.   

## Nagrody
- Nagroda Specjalna Rektora GUMed (2025)
- Nagroda Specjalna Rektora GUMed (2023)
- Nagroda British Society for Parasitology President's Medal Award (2023)[6]
- Nagroda Indywidualna naukowa I stopnia Rektora GUMed (2022)[7]
- Nagroda Indywidualna organizacyjna II stopnia Rektora GUMed (2021)[8]
- Nagroda Zespołowa  organizacyjna II stopnia Rektora GUMed (2020)[9]
- Nagroda Zespołowa naukowa II stopnia Rektora GUMed (2020)
- Nagroda Zespołowa naukowa II stopnia Rektora GUMed (2019)
- Stypendium MNiSW dla młodych wybitnych naukowców (2016)[10]
- Nagroda British Society for Parasitology(inne języki) Student Travel Award (2015)
- Stypendium doktoranckie dla 10 najlepszych doktorantów Uniwersytetu Przyrodniczego w Lublinie (2015)
- Stypendium naukowe dla doktorantów, pracujących w ramach zespołów badawczych – Urząd Marszałkowski Województwa Lubelskiego w Lublinie (2015)
- Nagroda British Society for Parasitology(inne języki) Student Travel Award (2014)
- Nagroda im. Jana Rodowicza „Anody” (2011)[11]

## Odznaczenia
- Złoty Krzyż Zasługi za zasługi w działalności na rzecz ochrony zdrowia[12]
- Odznaka honorowa „Za zasługi dla ochrony zdrowia”[13]

## Granty badawcze
1. Kierownik projektu: projekt finansowany przez Narodowe Centrum Nauki (Preludium BIS): “Wirom miejskich szczurów: analiza ekosystemu wirusów i implikacje dla zdrowia publicznego” (2023/50/O/NZ6/00588), Gdański Uniwersytet Medyczny; Finansowanie: 679.300 PLN;  Funkcja: kierownik projektu. Lata realizacji: 2024-2028
2. Kierownik projektu: projekt finansowany przez Narodowe Centrum Nauki (Preludium BIS): “ Wpływ czynników wewnętrznych i zewnętrznych na oddziaływanie w układzie żywiciel - mikrobiom - endopasożyty u nornicy rudej (Myodes graelous)” (2020/39/O/NZ6/01777), Gdański Uniwersytet Medyczny; Finansowanie: 528.100 PLN;  Funkcja: kierownik projektu. Lata realizacji: 2020-2024
3. Kierownik polskiej części projektu: międzynarodowy projekt badawczy BiodivERsA finansowany przez Narodowe Centrum Nauki w ramach projektu Horyzont 2020: „Managing biodiversity in forests and urban green spaces; dilution and amplification effects of rodent microbiome and rodent-borne diseases. Gdański Uniwersytet Medyczny. Finansowanie projektu: 933.848 PLN; Łączna kwota dofinansowania dla wszystkich partnerów: 1.123.930 EUR. Lata realizacji 2020-2023.
4. Kierownik projektu: projekt finansowany przez Gdański Uniwersytet Medyczny w ramach zadania badawczego z dotacji celowej na prowadzenie badań służących rozwojowi młodych naukowców oraz uczestników studiów doktoranckich – MNiSW: „Występowanie i charakterystyka pasożytniczych pełzaków Acanthamoeba spp. u pacjentów zakwalifikowanych do przeszczepu rogówki”. Nr projektu: MN 01-0392/08/772. Lata realizacji: 2018-2019.
5. Kierownik projektu: projekt finansowany przez Narodowe Centrum Nauki (Preludium): “Identyfikacja nowych regionów metylacji DMRs w wybranych genach świni przy użyciu analizy metylomu (MeDIP) oraz sekwencjonowania nowej generacji (NGS) w celu poprawy wydajności transferu somatycznego jader komórkowych (SCNT)” (2012/07/N/NZ9/02060), Instytut Genetyki i Hodowli Zwierząt PAN w Jastrzębcu; Finansowanie: 150.000 PLN;  Funkcja: kierownik projektu. Lata realizacji: 2013-2017

## Publikacje naukowe
Wybrane publikacje naukowe:
- Grzybek, M., Bajer, A., Bednarska, M.M., Al-Sarraf, M., Behnke-Borowczyk, J., Harris, P.D., Price, S.J., Brown, G.S., Osborne, S.-J., Siński, E., Behnke, J.M., Osborn, S.-J., Sinski, E.E., Behnke, J.M., Osborne, S.-J., Sinski, E.E., Behnke, J.M., 2015. Long-term spatiotemporal stability and dynamic changes in helminth infracommunities of bank voles (Myodes glareolus) in NE Poland. Parasitology 142, 1722–1743. https://doi.org/10.1017/S0031182015001225
- Grzybek, M., Kukula-Koch, W., Strachecka, A., Jaworska, A., Phiri, A., Paleolog, J., Tomczuk, K., 2016. Evaluation of Anthelmintic Activity and Composition of Pumpkin (Cucurbita pepo L.) Seed Extracts – In Vitro and in Vivo Studies. Int. J. Mol. Sci. 17, 1456. https://doi.org/10.3390/ijms17091456
- Behnke, J.M., Stewart, A., Bajer, A., Grzybek, M., Harris, P.D., Lowe, A., Ribas, A., Smales, L., Vandegrift, K.J., 2015. Bank voles (Myodes glareolus) and house mice (Mus musculus musculus; M. m. domesticus) in Europe are each parasitized by their own distinct species of Aspiculuris (Nematoda, Oxyurida). Parasitology 42, 1493–1505. https://doi.org/10.1017/S0031182015000864
- Grzybek, M., Alsarraf, M., Tołkacz, K., Behnke-Borowczyk, J., Biernat, B., Stańczak, J., Strachecka, A., Guz, L., Szczepaniak, K., Paleolog, J., Behnke, J.M., Bajer, A., 2018. Seroprevalence of TBEV in bank voles from Poland-a long-term approach. Emerg. Microbes Infect. 7, 145. https://doi.org/10.1038/s41426-018-0149-3
- Grzybek, M., Cybulska, A., Tołkacz, K., Alsarraf, M., Behnke-Borowczyk, J., Szczepaniak, K., Strachecka, A., Paleolog, J., Moskwa, B., Behnke, J.M., Bajer, A., 2019a. Seroprevalence of Trichinella spp. infection in bank voles (Myodes glareolus) – A long term study. Int. J. Parasitol. Parasites Wildl. 9, 144–148. https://doi.org/10.1016/j.ijppaw.2019.03.005
- Grzybek, M., Sironen, T., Mäki, S., Tołkacz, K., Alsarraf, M., Strachecka, A., Paleolog, J., Biernat, B., Szczepaniak, K., Behnke-Borowczyk, J., Vaheri, A., Henttonen, H., Behnke, J.M., Bajer, A., 2019b. Zoonotic Virus Seroprevalence among Bank Voles, Poland, 2002–2010. Emerg. Infect. Dis. 25, 1607–1609. https://doi.org/10.3201/eid2508.190217
- Grzybek, M., Tołkacz, K., Alsarraf, M., Dwużnik, D., Szczepaniak, K., Tomczuk, K., Biernat, B., Behnke, J.M., Bajer, A., 2020. Seroprevalence of Tick-Borne Encephalitis Virus in Three Species of Voles (Microtus spp.) in Poland. J. Wildl. Dis. 56, 492. https://doi.org/10.7589/2019-02-048
- Grzybek, M., Antolová, D., Tołkacz, K., Alsarraf, M., Behnke-Borowczyk, J., Nowicka, J., Paleolog, J., Biernat, B., Behnke, J.M., Bajer, A., 2021. Seroprevalence of Toxoplasma gondii among Sylvatic Rodents in Poland. Animals 11, 1048. https://doi.org/10.3390/ani11041048
- Rabalski L, Kosinski M, Mazur-Panasiuk N, Szewczyk B, Bienkowska-Szewczyk K, Kant R, Sironen T, Pyrc K, Grzybek M. Zoonotic spill-over of SARS-CoV-2: mink-adapted virus in humans. Clin Microbiol Infect. 2022 Mar;28(3):451.e1-451.e4. https://doi.org/10.1016/j.cmi.2021.12.001
- Rabalski L, Kosinski M, Smura T, Aaltonen K, Kant R, Sironen T, Szewczyk B, Grzybek M. Severe Acute Respiratory Syndrome Coronavirus 2 in Farmed Mink (Neovison vison), Poland. Emerg Infect Dis. 2021 Sep;27(9):2333-2339. https://doi.org/10.3201/eid2709.210286
- Krupińska M, Borkowski J, Goll A, Nowicka J, Baranowicz K, Bourret V, Strandin T, Mäki S, Kant R, Sironen T, Grzybek M. Wild Red Deer (Cervus elaphus) Do Not Play a Role as Vectors or Reservoirs of SARS-CoV-2 in North-Eastern Poland. Viruses. 2022 Oct 18;14(10):2290. https://doi.org/10.3390/v14102290
- Bourret V, Dutra L, Alburkat H, Mäki S, Lintunen E, Wasniewski M, Kant R, Grzybek M, Venkat V, Asad H, Pradel J, Bouilloud M, Leirs H, Colombo VC, Sluydts V, Stuart P, McManus A, Eccard JA, Firozpoor J, Imholt C, Nowicka J, Goll A, Ranc N, Castel G, Charbonnel N, Sironen T. Serologic Surveillance for SARS-CoV-2 Infection among Wild Rodents, Europe. Emerg Infect Dis. 2022 Dec;28(12):2577-2580. https://doi.org/10.3201/eid2812.221235
- Krupińska M, Antolová D, Tołkacz K, Szczepaniak K, Strachecka A, Goll A, Nowicka J, Baranowicz K, Bajer A, Behnke JM, Grzybek M. Grassland versus forest dwelling rodents as indicators of environmental contamination with the zoonotic nematode Toxocara spp. Sci Rep. 2023 Jan 10;13(1):483. https://doi.org/10.1038/s41598-022-23891-6
- Rabalski L, Milewska A, Pohlmann A, Gackowska K, Lepionka T, Szczepaniak K, Swiatalska A, Sieminska I, Arent Z, Beer M, Koopmans M, Grzybek M, Pyrc K. Emergence and potential transmission route of avian influenza A (H5N1) virus in domestic cats in Poland, June 2023. Euro Surveill. 2023 Aug;28(31):2300390. http://doi.org/10.2807/1560-7917.ES.2023.28.31.2300390.
- Jackson JA, Bajer A, Behnke-Borowczyk J, et al. Remotely sensed localised primary production anomalies predict the burden and community structure of infection in long-term rodent datasets. Glob Chang Biol. 2023;29(19):5568-5581. http://doi.org/10.1111/gcb.16898
- Rabalski L, Milewska A, Pohlmann A, et al. Emergence and potential transmission route of avian influenza A (H5N1) virus in domestic cats in Poland, June 2023. Euro Surveill. 2023;28(31):2300390.  http://doi.org/10.2807/1560-7917.ES.2023.28.31.2300390
- Kuna A, Grzybek M. Practical approach to a patient with fever who travelled to the tropics. Pol Arch Intern Med. 2024 Mar 27;134(3):16660. http://doi.org/10.20452/pamw.16660.
- Goll A, Krupińska M, Nowicka J, Baranowicz K, Rabalski L, Lass A, Gorska A, Sironen T, Kant R, Grzybek M. Wild red foxes (Vulpes vulpes) do not participate in SARS-CoV-2 circulation in Poland. One Health. 2024; 19:100845. https://doi.org/10.1016/j.onehlt.2024.100845.